# Битва за Зеєловські висоти
Битва за Зеєловські висоти (рос. Сражение за Зееловские высоты, нім. Schlacht um die Seelower Höhen) — наступальна операція радянських військ 1-го Білоруського фронту (Маршал Радянського Союзу Жуков Г. К.) у ході стратегічної битви за Берлін в останні дні німецько-радянської війни.
16 квітня 1945 року потужною артилерійською підготовкою наступу військ 1-го Білоруського фронту з Кюстрінського плацдарму почалася битва за Берлін. У затятій битві, що тривала чотири дні радянські війська спочатку наступали успішно, окремі з'єднання вийшли до другої смуги оборони.
Однак, незабаром німці, спираючись на сильну і добре підготовлену другу смугу оборони, стали чинити запеклий опір. По всьому фронту розгорілися напружені бої. Хоча на деяких ділянках фронту військам вдалося оволодіти окремими опорними пунктами, домогтися вирішального успіху їм не вдалося. Потужний вузол опору, обладнаний на Зеєловських висотах, виявився непереборним для стрілецьких частин. Командувач фронтом маршал Жуков увів у битву 1-ю та 2-ю гвардійські танкові армії. Весь день і всю ніч 17 квітня війська 1-го Білоруського фронту вели запеклі бої з військами вермахту. До ранку 18 квітня танкові і стрілецькі з'єднання, за підтримки авіації 16-ї і 18-ї повітряних армій, нарешті ціною колосальних втрат здобули Зеєловські висоти. До кінця 19 квітня, долаючи потужну оборону німецьких військ і відбиваючи запеклі контратаки німців, війська фронту прорвали третю оборонну смугу і вийшли на оперативний простір для розвитку наступу на Берлін.

## Історія

### Передумови

#### Положення радянських військ
У ході проведення Вісло-Одерської операції 1-й Білоруський фронт захопив на західному березі річки Одра поблизу міста Кюстрін декілька невеликих плацдармів, які німці намагалися розтрощити та знищити постійними контратаками та вогнем артилерії. До кінця березня з'єднання 5-ї ударної та 8-ї гвардійської армій міцно закріпилися на зайнятих територіях, та в запеклих боях об'єднали зайняті території в один плацдарм, котрий мав по фронту до 44 кілометрів і вглиб 7-10 км, що отримав назву Кюстрінський плацдарм.
На квітень 1945 року Зеєловські висоти стали останньою перешкодою на шляху Червоної армії до Берліна — прохід за річку Одер через Зеєловські висоти був найкоротшим шляхом до східного кордону Берліна. У радянських військ була можливість обійти Зеєловські висоти, оточивши фланговими ударами 9-ту німецьку армію генерала Теодора Буссе в кільце, але, володіючи величезним військовим перевагою, рішенням Ставки ВГК було погоджено замисел операції щодо лобового штурму німецьких укріплень, що лежали на шляху до Берліна.
На середину квітня 1945 року війська 1-го Білоруського фронту займали ділянку фронту завширшки 172 км, від Ніппервізе до Гросс-Гастрозе. Головне ударне угруповання фронту було зосереджено на 44-кілометровій ділянці Гюстебізе—Подельциг. Правий фланг фронту був розгорнутий північніше на ділянці Ніппервізе—Гюстебізе. Лівий фланг фронту готувався на фронті 82 км південніше на ділянці Подельциг—Гросс-Гастрозе.
Головний удар завдавався силами 4 загальновійськових і двох танкових армій з району Кюстрінського плацдарму (3-тя (генерал Кузнецов В. І.) і 5-та ударні (генерал Берзарін М. Е.), 8-ма гвардійська (генерал Чуйков В. І.), 47-ма армія, 1-ша (генерал Катуков М. Ю.) і 2-га гвардійські танкові армії (генерал Богданов С. І.)). Війська 3-ї ударної армії під командуванням Кузнєцова, 5-ї ударної армії Берзаріна і 8-ї гвардійської армії Чуйкова В. І., що зосереджувалися в центрі Кюстрінского плацдарму, повинні були, прорвавши німецьку оборону, забезпечити введення в прорив танкових з'єднань фронту та наступати на німецьку столицю. На шостий день операції вони повинні були бути на східному березі озера Гафель на ділянці Геннігсдорф — Гатов. 47-ма армія Перхоровича Ф. Й. отримала завдання обійти Берлін з північного заходу, наступаючи в загальному напрямку на Науен, Ратенов і на 11-й день операції вийти до Ельби. Крім того, у другому ешелоні фронту на головному напрямку зосереджувалася 3-тя армія Горбатова О. В.
Безпосередньо Зеєловські висоти штурмували 83 стрілецькі дивізії, 1 155 танків і самохідних гармат, 14 628 гармат і мінометів і 1531 установка реактивної артилерії. На ділянці головного удару військ артилерійська щільність на один кілометр фронту прориву складала 270 гармат калібром від 76 мм і вище, а щільність наступаючих порядків піхоти доходила до 1300 осіб на кілометр фронту. Ніколи у світовій історії ще не було більшої концентрації артилерії, ніж при штурмі Зеєловських висот: одна гармата середнього і великого калібру — на кожні три метри лінії фронту.
З півночі та півдня наступали допоміжні угруповання 1-го Білоруського фронту, основним завданням яких було забезпечити успіх ударного угруповання. На півночі наступали 61-ша армія Бєлова і 1-ша армія Війська Польського генерала Поплавського С. Г. Вони завдавали удару у загальному напрямі Лібенвальде, Вулькано і на 11-й день наступу повинні були вийти до Ельби в районах Вільснак і Зандау.
На півдні в наступ переходили 69-та армія, 33-тя армія і 2-й гвардійський кавалерійський корпус. Радянські армії наступали на ділянці Подельциг, Бріско в загальному напрямку на Фюрстенвальде, Потсдам і Бранденбург. Армії повинні були прорвати німецьку оборону на франкфуртському напрямку і, наступаючи на захід, з виходом на південну і південно-західну частини Берліна, відрізати від столиці основні сили 9-ї німецької армії.

#### Положення німецьких військ
На напрямку головного удару Червоної армії Зеєловські висоти обороняли частини 9-ї польової армії, що складалися з 14 піхотних формувань (близько 112 тисяч осіб), і мали 587 танків (512 на ходу, 55 в ремонті, 20 на підході), 2625 артилерійських систем, включаючи 695 зенітних гармат. Фортифікаційне обладнання висот німці почали за два роки до битви. Передній край головної смуги оборони проходив перед плацдармом. Населені пункти були перетворені у потужні опорні пункти, на найбільш важливих напрямках малися проміжні та відсічні позиції. У 10-20 км від переднього краю простягалася друга лінія оборони, і на віддалені 20-40 км проходила третя смуга оборонних рубежів, насичена тисячами мін, пасток, різноманітних військових вузлів опору, що об'єднувалися між собою ходами сполучення. Особлива увага приділялася організації протитанкової оборони, яка поєднувала вогонь артилерії, штурмових гармат і танків з інженерними загородженнями, щільним мінуванням танконебезпечних напрямків з обов'язковим використанням річок, озер та каналів. Крім цього, для боротьби з радянськими танками націлювалася зенітна артилерія.

#### Розвідка боєм
14—15 квітня війська 1-го Білоруського фронту провели розвідку боєм, щоб виявити сильні і слабкі сторони німецької оборони, його вогневі позиції і змусити противника підтягнути резерви до переднього краю. Основні події відбулися у смузі 4 загальновійськових армій головного ударного угруповання фронту. У центрі наступ вівся посиленими стрілецькими батальйонами дивізій першого ешелону, на флангах — посиленими ротами. Передові частини підтримували сильним артилерійським вогнем. На різних напрямках радянським військам вдалося вклинитися в бойові порядки ворога на 2—5 км.
З досвіду попередніх операцій німці думали, що за розвідувальними батальйонами перейдуть у наступ і головні сили фронту. Однак ні 14, ні 15 квітня війська маршала Жукова в загальний наступ не пішли. Німецьке командування зробило помилковий висновок, що наступ головних сил 1-го Білоруського фронту відкладено на кілька днів.

### Наступ
О 5 годині ранку 16 квітня 1945 року почалася артилерійська підготовка. Радянська артилерія протягом 20 хвилин вела вогонь по виявлених позиціях противника на глибину до 6-8 км і на деяких напрямках до 10 км. За такий короткий проміжок було випущено близько 500 тис. снарядів і мін усіх калібрів. Радянська піхота, без танкової підтримки, у щільних бойових порядках перейшла в атаку.
Початок наступу мав успіх, на деяких напрямках червоноармійці при світлі прожекторів просунулися на 1,5—2 км, зустрічаючи лише слабкий ворожий опір. Успішно наступали війська 3-ї ударної армії генерала Кузнєцова. Найбільшого успіху досягли у смузі наступу правофлангового 79-го стрілецького корпусу генерала Переверткіна С. М., в 5-й ударній армії генерала Берзаріна найбільшого успіху домігся центральний 32-й стрілецький корпус генерала Жеребіна Д. С. Радянські війська відбили кілька ворожих контратак і захопили важливі опорні пункти Гросс Барнім, Клайн Барнім, Вербіг.
Однак, незабаром німецькі війська, що відступили на заздалегідь підготовлені запасні рубежі, повернулися на свої бойові позиції та, спираючись на сильну і добре підготовлену другу смугу оборони, стали чинити шалений опір. На 12 годину війська 1-го Білоруського фронту вийшли до передгір'я Зеєловських висот, де проходила друга потужна смуга оборони противника. По всьому фронту розгорілися запеклі криваві бої за Зеєловські висоти. Друга смуга німецької оборони мала велику кількість дерево-земляних вогневих точок, кулеметних майданчиків, вогневих позицій для артилерії і протитанкових засобів, протитанкові та протипіхотні загородження. Перед висотами був протитанковий рів, крутизна схилів якого досягала 30—40 градусів і танки не могли їх подолати. Дороги, по яких могла пройти бронетехніка, були заміновані і прострілювалися. Будівлі були перетворені в опорні пункти.
Стрілецькі корпуси першого ешелону виходили до висот неодночасно, тому передбачений планом вогневий наліт на підтримку штурму другого рубежу не вдалося провести належним чином. Система вогню вермахту не була придушена і Червона армія була зустрінута сильним артилерійсько-мінометним і кулеметним вогнем майже впритул. Неодноразові спроби піхоти і передових танкових частин вклинитися в оборону противника успіху не мали. При цьому самі німці неодноразово переходили в контратаки силами від батальйону до полку піхоти при підтримці 10—25 танків і штурмових гармат, і сильного артилерійського вогню. Найбільш запеклі бої йшли вздовж шосе Зеєлов — Мюнхеберг, де німці встановили близько 200 зенітних гармат. Зазнавши величезних втрат, піхота 1-го Білоруського фронту не змогла просунутися далі підошви Зеєловских пагорбів.
О 16:30 маршал Жуков Г. К. наказав ввести в бій обидві гвардійські танкові армії, хоча за первісним планом їх планували ввести в бій після прориву другої смуги оборони противника. Рухливі з'єднання у взаємодії з піхотою повинні були прорвати другу смугу оборони противника. 1-ша гвардійська танкова армія була розгорнута в смузі наступу 8-ї гвардійської армії. 2-га гвардійська танкова армія своїми 9-м і 12-м гвардійськими танковими корпусами почала рух з метою наступати в загальному напрямку на Нойгарденберг і Бернау. Однак, вийшовши о 19 годин на лінію передових частин 3-ї і 5-ї ударних армій, далі танкова армія пройти не змогла.
Виходячи з оцінки обстановки, що склалася, командувач фронтом наказав атаки припинити. Війська були перегруповані. До військ, що зупинилися біля Зеєловських висот, була підтягнута артилерія фронту, яка почала методичний обстріл позицій 9-ї армії. Поступово німецьке командування ввело в бій майже всі свої оперативні резерви. Радянські війська повільно, в кровопролитних боях, зазнаючи колосальні втрати, просувалися вперед. До кінця доби вони вийшли на підступи до третьої оборонної смуги. Просування й раніше було повільним. Врешті-решт підтягнута артилерія й авіація перемололи сили противника, і до вечора 19 квітня війська ударного угруповання 1-го Білоруського фронту прорвали третю оборонну смугу вермахту, здобувши великою ціною можливість розвивати наступ на Берлін.

## Підсумки
Результатом успішного наступу 1-го Білоруського фронту став нищівний розгром 9-ї польової армії генерала Буссе, рештки якої були незабаром оточені під Гальбе та знищені. З 19 квітня дорога на Берлін була практично відкрита. До 23 квітня столиця нацистської Німеччини була оточена щільним кільцем, у самому місті лишалися розрізнені формування, зокрема фольксштурму, поліції, Люфтваффе тощо, які були переможені Червоною армією в ході штурму Берліна.
Битва за Зеєловські висоти стала останньою великою битвою за прорив потужної лінії оборони у Другій світовій війні. Через два тижні Адольф Гітлер покінчив життя самогубством і невдовзі війна в Європі завершилася.
Разом з цим, за 75 років після завершення кривавої битви за Зеєловські висоти, не вщухають суперечки щодо ціни, якою обійшлася перемога в цій битві. На думку багатьох військових істориків та експертів, лобового штурму маршалом Жуковим добре підготовлених до оборони позицій на Зеєловських висотах слід було уникнути. Натомість головні удари в Берлінській операції повинні були завдавати 1-й Український маршала Конєва І. С. (з південного напрямку) та 2-й Білоруський фронти (з північного напрямку) для проведення глибокого флангового охоплення й оточення усіх німецьких військ, що оборонялися навколо Берліна. Це дозволило б уникнути колосальних втрат у живій силі та техніці при прориві зеєловських позицій. Водночас, ймовірно такі дії призвели б до відтермінування дати опанування німецької столиці. Також, глибокий обхідний маневр командувача 2-го Білоруського фронту маршала Радянського Союзу Рокоссовського К. К. спровокував би удар у відповідь з боку німецького угруповання на півночі Німеччини, з одночасним зв'язуванням боєм 1-го Білоруського фронту в центрі німецько-радянського фронту.